# Фрод
Фрод (англ. fraud) — це метод перевищення ліміту кількості відправлених SMS-запитів, обумовлений технічними можливостями платформи операторів мобільного зв'язку, що дає змогу абоненту замовляти послуги, фактично не оплачуючи їх. У загальному розумінні — це несанкціоноване використання послуг стільникового зв'язку.
Існує кілька основних різновидів фроду:
- Абонентське шахрайство (англ. subscription fraud) — використання послуг в кредит з наміром не оплачувати їх. Після внесення на рахунок невеликої передоплати номер використовується для розсилки СМС з метою активації платного доступу до послуг, для дзвінків на номери зі спеціальною тарифікацією або для продажу ефірного часу, доки не буде досягнута межа негативних значень балансу.

- СМС фрод. Це може бути — розсилка фішингових (брехливих) СМС, які спонукають терміново перевести гроші чи видати секретні дані доступу до рахунку (так званий, смішинг). У фишингових розсилках шахраї, в основному, використовують підроблені посилання, замасковані під справжні, а саме повідомлення грає на емоціях і складається таким чином, щоб викликати паніку. Наприклад, мова може йти про відновлення доступу до банківського рахунку.
Інший варіант смс фроду — розсилка СМС з посиланнями на вірусні сайти, що крадуть гроші з особистого рахунку. Приводом для переходу на невідомий сайт може послужити, наприклад, повідомлення про виграш у лотереї.

Гектор Родрігес — глава департаменту з управління ризиками Visa в регіоні CEMEA, куди входить Україна — вважає, що однією з причин процвітаючого шахрайства в нашій країні є недостатня обізнаність населення про елементарні правила збереження персональних даних. Освітня кампанія з залученням ЗМІ могла б вирішити проблему, хоча б частково.
Згідно з обов'язковим принципом «нульової відповідальності», який ввела платіжна система Visa в 2016 році, банки зобов'язані повертати клієнтам гроші, втрачені в результаті шахрайських операцій з карткою. Однак поки що цей принцип носить декларативний характер, з огляду на прогалини в українському законодавстві.